# Toxorhina pulvinaria
Toxorhina pulvinaria là một loài ruồi trong họ Limoniidae. Chúng phân bố ở miền Australasia.